# Ilex nanningensis
Ilex nanningensis là một loài thực vật có hoa trong họ Aquifoliaceae. Loài này được Hand.-Mazz. mô tả khoa học đầu tiên năm 1934.